# Грб Камчатске Покрајине
Грб Камчатске Покрајине је званични симбол једног од субјеката Руске федерације са статусом покрајине — Камчатске Покрајине. Грб је званично усвојен 17. фебруара 2010. године.

## Опис грба
Грб Камчатске Покрајине је француски облик штита — четвороугаоник са заобљеним угловима наниже. На сребрном пољу штита у централном дијелу приказане су три различите величине вулкана у црној боји са сребрним врховима. Из сваког од ових врхова избија црвени пламен овичен сребрним димим. Изнад вулкана на врху штита у сребром пољу показано је црвено излазеће сунце. Кружно сунце је национални симбол и састоји се од црвених и азурно-плавих троуглова кружно пореданих по ивици кружници. 
Дно штита је азурно-плаве боје, која је од централног дијела грба (са вулканима) одвојена сребрним таласом.
Овај грб је настао након обједињавања Камчатске области и Корјачког аутономног круга, чиме је 2010. настао и нови грб на основу ранијих грбова ове двије територијално-административне јединице.